# Картинная галерея и музей Герберта
Картинная галерея и музей Герберта (иногда просто «Герберт»; англ. Herbert Art Gallery and Museum) — музей, художественная галерея, архив, учебный центр, медиа-студия и центр творчества в городе Ковентри, Англия. Музей назван в честь сэра Альфреда Герберта (1866—1957), местного промышленника и филантропа, чьи пожертвования позволили открыть музей в 1960 году; строительство началось в 1939 году, но в связи со Второй мировой войной затянулось. В 2008 году музей вновь открылся после ремонта стоимостью в 14 миллионов фунтов стерлингов; в 2010 году музей и галерею посетили более 300 000 человек.